# Font d'Elies Miró i Soler
Font d'Elies Miró i Soler és una font catalogada com a monument del municipi de Vilanova i la Geltrú (Garraf) protegit com a bé cultural d'interès local.

## Descripció
Font-fanal que té una base circular de pedra amb una reixa, damunt la qual hi ha situades les tres piques, circulars i amb peu, que apareixen separades del cos central de la font. Al cos central hi ha tres carasses amb les aixetes, l'escut de Vilanova i diverses inscripcions, amb la data de 1895, la dedicatòria i el nom del fonedor. A la part superior s'eleva una columna de fust estriat i capitell de secció triangular que serveix de base al fanal.
El conjunt va ser realitzat en ferro colat.

## Història
La data de col·locació de la font és de 1895. Va ser realitzada en memòria del seu donador, Elies Miró i Soler. El ferro colat, emprat per a la construcció de la font, va donar nom popular a la placeta on està situada. Cal remarcar l'ús d'aquest material com a element estructural i decoratiu a partir de mitjans de segle xix, amb la introducció a Catalunya de la indústria metal·lúrgica de transformació des de la fundació de l'empresa "La Maquinista Terrestre i Marítima" el 1855.
Una inscripció dona informació del fonedor de Vilanova i la Geltrú encarregat d'aquesta obra: Francisco Mestres.